# 小型热辐射光谱仪

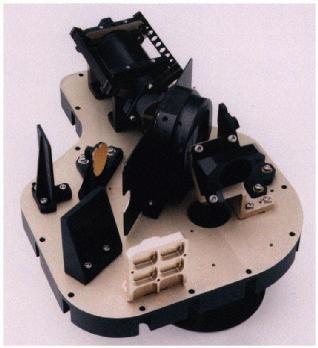
小型热辐射光谱仪的照片

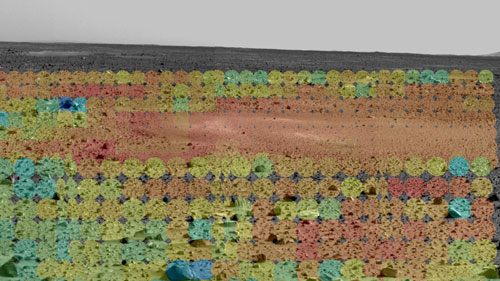
火星探测车上小型热辐射光谱仪拍摄的图像。

小型热辐射光谱仪（Mini-TES）是一台红外光谱仪，通过在电磁波谱的热红外段进行测量，用来从远处检测材料（通常是岩石）的成分，它能穿透通常成为遥感观测难题的火星表面尘埃层，两辆火星探测车上都部署了一台。

## 开发
小型热辐射光谱仪最初由雷神技术公司为亚利桑那州立大学地质科学系开发，而小型热辐射光谱仪是雷神公司火星全球探勘者号上热辐射光谱仪的小型版，由亚利桑那州立大学和雷神公司太空与空用系统部下辖的圣巴巴拉遥感公司共同制造。火星全球探勘者号热辐射光谱仪数据曾帮助科学家们选择勇气号和机遇号火星探测车的着陆点。    

## 火星土壤
小型热辐射光谱仪用于识别有研究潜力的岩石和土壤，以便进行更仔细的检查，并确定火星岩石的形成过程。它将测量目标岩石或物体所发出的167种不同波长的红外辐射，以提供目标物的相关成分信息。一个特别的目标是寻找由水作用形成的矿物，如碳酸盐和粘土。该仪器还可以仰视天空，提供火星大气层的温度分布结构，并检测尘埃和水蒸气的丰度。
该仪器安装在火星车保温电子设备箱内-由反光镜将辐射从上方反射到光圈中，但“机遇号”和“精神号”火星探测车上的小型热辐射光谱仪从未被期望能度过火星寒冷的冬天，即使漫游车自己能幸存下来。据认为，由于热膨胀系数不匹配，安装在铝制配件中的小溴化钾分光镜可能会开裂。然而，这一情况从未发生过，两辆火星车上的小型热辐射光谱仪都在火星上度过了数个冬天，勇气号火星车继续定期使用小型热辐射光谱仪进行遥感探测（由于2007年沙尘暴后反光镜上积满灰尘，机遇号火星车上的小型热辐射光谱仪目前未被使用）。
在漫游车的机械臂上还安装了另外两种类型的光谱仪，当漫游车距离物体足够近时，可提供有关成分构成的额外信息。、
小型热辐射光谱仪可以与全景相机一起分析周边环境。
在火星车185千克（408磅）的总重中，小型热辐射光谱仪的重量仅为2.1千克（4.6磅）。

## 另请查看
- 热流和物理特性包 (包含红外辐射计)